# Alonsa
Alonsa es un municipio rural canadiense situado en la provincia de Manitoba.

## Superficie
Alonsa tiene una superficie de 3006,17 km².

## Demografía
En 2021, tenía 1210 habitantes, una densidad poblacional de 0,4 hab./km², y 659 viviendas.